# Lukas Klünter
Lukas Klünter (Euskirchen, 26 mei 1996) is een Duits voetballer die speelt als verdediger. In juli 2018 maakte hij de overstap van 1. FC Köln naar Hertha BSC.

## Clubcarrière
Vanaf seizoen 2013/14 speelde Klünter in de jeugdopleiding van Bonner SC. Aan het begin van seizoen 2014/15 maakte hij de overstap naar de jeugdopleiding van 1. FC Köln. Op 31 januari 2015 maakte hij zijn debuut in het tweede elftal, uitkomend in de Regionalliga West, in de wedstrijd tegen KFC Uerdingen, die eindigde in 0-0.
Zijn debuut in de Bundesliga volgde meer dan een jaar later. Op 3 april 2016 mocht hij in de 76ste minuut invallen in de wedstrijd tegen TSG 1899 Hoffenheim. In seizoen 2016/17 bleef Klünter voornamelijk actief in het tweede elftal, wel mocht hij vijf keer in een Bundesliga-duel verschijnen. Op 5 mei verlengde hij zijn contract bij 1. FC Köln tot 2020.
Na de degradatie van 1. FC Köln in seizoen 2017/18 maakte Klünter de overstap naar Bertha BSC.

## Interlandcarrière
Klünter maakte zijn debuut in een Duits jeugdelftal op 26 maart 2015 in de Duitsland onder 19 tijdens het kwalificatieduel voor het Europees kampioenschap onder 19 tegen Slowakije onder 19. In juli 2015 werd hij door bondscoach Marcus Sorg geselecteerd voor het Europees kampioenschap. Hij speelde uiteindelijk alle groepsduels, waarin met 0-3 werd verloren van Spanje, met 1-0 werd gewonnen van Nederland en met 2-2 werd gelijkgespeeld tegen Rusland.
Kort na afloop van dit Europees kampioenschap maakte Klünter zijn debuut voor Duitsland onder 20 in een wedstrijd tegen Polen, die met 2-1 werd verloren. Naast dit duel speelde hij nog zes duels voor dit team.
Op 13 juni 2017 werd bekend dat Klünter in de definitieve selectie voor het Europees kampioenschap onder 17 in Polen was opgenomen. Het Duitse elftal werd dit toernooi kampioen, maar Klünter kreeg geen speelminuten. Zijn debuut en enige wedstrijd die hij voor dit team speelde, was op 1 september 2017 in de wedstrijd tegen Hongarije.

## Clubstatistieken
| Seizoen | Club          | Competitie        | Competitie | Competitie | Beker | Beker | Internationaal | Internationaal | Overig | Overig | Totaal | Totaal |
| Seizoen | Club          | Competitie        | Wed.       | Dlp.       | Wed.  | Dlp.  | Wed.           | Dlp.           | Wed.   | Dlp.   | Wed.   | Dlp.   |
| ------- | ------------- | ----------------- | ---------- | ---------- | ----- | ----- | -------------- | -------------- | ------ | ------ | ------ | ------ |
| 2014/15 | 1. FC Köln II | Regionalliga West | 7          | 0          | 0     | 0     | -              | -              | 0      | 0      | 7      | 0      |
| 2015/16 | 1. FC Köln    | Bundesliga        | 1          | 0          | 0     | 0     | -              | -              | 0      | 0      | 1      | 0      |
| 2015/16 | 1. FC Köln II | Regionalliga West | 24         | 2          | 0     | 0     | -              | -              | 0      | 0      | 24     | 2      |
| 2016/17 | 1. FC Köln    | Bundesliga        | 8          | 1          | 0     | 0     | -              | -              | 0      | 0      | 8      | 1      |
| 2016/17 | 1. FC Köln II | Regionalliga West | 17         | 1          | 0     | 0     | -              | -              | 0      | 0      | 17     | 1      |
| 2017/18 | 1. FC Köln    | Bundesliga        | 19         | 1          | 2     | 0     | 3              | 0              | 0      | 0      | 24     | 1      |
| 2017/18 | 1. FC Köln II | Regionalliga West | 4          | 0          | 0     | 0     | -              | -              | 0      | 0      | 4      | 0      |
| 2018/19 | Hertha BSC    | Bundesliga        | 1          | 0          | 0     | 0     | -              | -              | 0      | 0      | 1      | 0      |
| Totaal  | Totaal        | Totaal            | 81         | 5          | 2     | 0     | 3              | 0              | 0      | 0      | 86     | 5      |

Bijgewerkt op 22 september 2018.